# Ди (етническа група)
Вижте пояснителната страница за други значения на Ди.
Ди (на китайски: 氐; на пинин: Dī) е етническа група, живяла в централната част на днешен Китай през III-V век. Сведенията за езика им са ограничени, като той може да е изолиран, цянски или лоло-бирмански.
Ди стават известни в края на III век, когато живеят в южните части на днешната провинция Гансу. Те са един от народите У ху, които след краха на империята Дзин основават поредица от държави в Северен Китай, известни като Шестнадесетте царства. Първоначално ди са част от държавите Хан Джао и Хоу Джао, а в средата на IV век основават самостоятелната империя Ранна Цин. През 70-те години нейният владетел Фу Дзиен успява да обедини за кратко целият Северен Китай, но държавата му скоро се разпада и през 394 година е окончателно унищожена. На северозапад Лю Гуан, също от народа ди, създава просъществувалата десетилетие и половина държава Късна Лян.